# ماريانو كووالتشيك
ماريانو كووالتشيك (بالإسبانية: Mariano Kowalczyk)‏ هو مجدف أرجنتيني، ولد في 7 ديسمبر 1971.

## وصلات خارجية
- ماريانو كووالتشيك على موقع الاتحاد الدولي للتجديف (الإنجليزية)
- ماريانو كووالتشيك على موقع اللجنة الأولمبية الدولية (الإنجليزية)
- ماريانو كووالتشيك على موقع أوليمبيديا (الإنجليزية)